# August Almén
August Teodor Almén, född 24 januari 1833 i prästgården i Myckleby socken, Göteborgs och Bohus län,  död 24 november 1903 i Hedvig Eleonora församling, Stockholm, var en svensk läkare, kemist, ämbetsman och politiker.

## Biografi
August Almén var son till Johan Andersson och Karolina Elisabeth Lignell. Han blev 1852 student vid Uppsala universitet, 1860 medicine doktor samt 1861 professor i medicinsk och fysiologisk kemi. År 1883 utnämndes han till generaldirektör i Medicinalstyrelsen och erhöll 1898 avsked med pension. År 1872 blev han ledamot av Vetenskapsakademien och 1884 ledamot av Lantbruksakademien samt föredragande på dess vetenskapsavdelning. År 1879 kreerades han till filosofie hedersdoktor vid Köpenhamns universitets jubelfest. Almén var 1880-1883 Uppsala stadsfullmäktiges ordförande samt under flera år ledamot av och ordförande i universitetets drätselnämnd. Åren 1885–1902 var han ledamot av första kammaren för Västerbottens län.
Han var ordförande i följande kommittéer: för granskning av förslag till instruktion för provinsialläkare med flera (1885–1887), för omarbetning av svenska farmakopén (1894), för granskning av stadgan angående sinnessjuka (1894–1895) och för uppgörande av förslag beträffande lasarettsväsendet (1898). Vidare var han ordförande i de kommissioner, som föreslog platser för de hospital och asyler, som uppförts i Lund, Vadstena, Piteå, Uppsala och Restad (invid Vänersborg). Det mest betydande resultatet av hans verksamhet var den kraftiga utveckling Sveriges hospitalsväsende vann under hans chefstid inom Medicinalstyrelsen. 
August Almén var gift med Elias Fries dotter Sanna Christina Fries, och far till justitierådet Tore Almén, pedagogen Gunhild Almén och direktören Ina Almén.